# Hiroshi Hamaya
Hiroshi Hamaya, né le 28 mars 1915 et mort le 6 mars 1999, est un photographe photojournaliste japonais né et mort à Tokyo.

## Biographie
Le père de Hamaya est policier, sa famille appartient à la classe moyenne. Il se forme à la photographie, spécialisé en photographie aérienne, à partir de 1933, année où il rejoint les Industries photographiques orientales (Oriental Photography Manufacturing Co). Il devient photojournaliste indépendant en 1937. En 1939, il rencontre l'ethnologue Shinji Ichikawa, curateur de la collection de Keizō Shibusawa, qui influence son œuvre et le conduit en particulier à photographier la vie et les coutumes de Nouvel An des populations vivant dans le village de Tanihama (préfecture de Niigata).
Pendant la Seconde Guerre mondiale, Hamaya travaille pour la propagande de l’armée japonaise dans la compagnie Tōhōsha,. Le 5 mai 1948, il épouse Asa (1910–1985), dont c'est le deuxième mariage.
En 1960, Hamaya est le premier photographe japonais à intégrer l'agence Magnum. Il retourne à la photographie documentaire et aux clichés de paysages, après son reportage sur les émeutes liées au traité de Sécurité américano-japonais.
Les photographies documentaires de Hamaya sont empreintes de lyrisme et poésie.

## Collections, expositions
- 1955 : « The Family of Man », exposition collective dirigée par Edward Steichen au MoMA
- 1981 : « Cinquante ans de photographie » à Tokyo
- 1986 : International Center of Photography de New York
- 1987 : Patronnée par les éditions Hologramme, la firme Canon et le magazine GÉO, une exposition Hamaya a été présentée à Paris dans le cadre du 37e Salon international des techniques de l'image

## Prix et récompenses
- Lauréat du prix Hasselblad le 20 octobre 1987 à Göteborg, en Suède.

## Publications
- Paysages, Harry N. Abrams éditions, 1982,  (ISBN 978-0-8109-1278-6)
- Yukiguni (Pays de la neige), Tokyo, 1956.
- Publications dans les magazines Bungei shunju et Chuo koron
- Ura Nihon (Arrière-pays du Japon), Tokyo, 1957.
- Nihon retto (L'Archipel japonais), Tokyo 1964.
- Gakugeishoka (Boursiers et artistes) Tokyo, 1982.

## Galerie
- (en) Galerie de Hamaya sur le site de l'Agence Magnum